# Тараново (Могилёвский район)
Тара́ново (бел. Таранава) — деревня в составе Кадинского сельсовета Могилёвского района Могилёвской области Республики Беларусь.

## История
Упоминается в 1683 году как деревня Таранов в Оршанском повете ВКЛ.

## Географическое положение
Ближайшие населённые пункты: Романовичи, Кадино.

## Фотогалерея

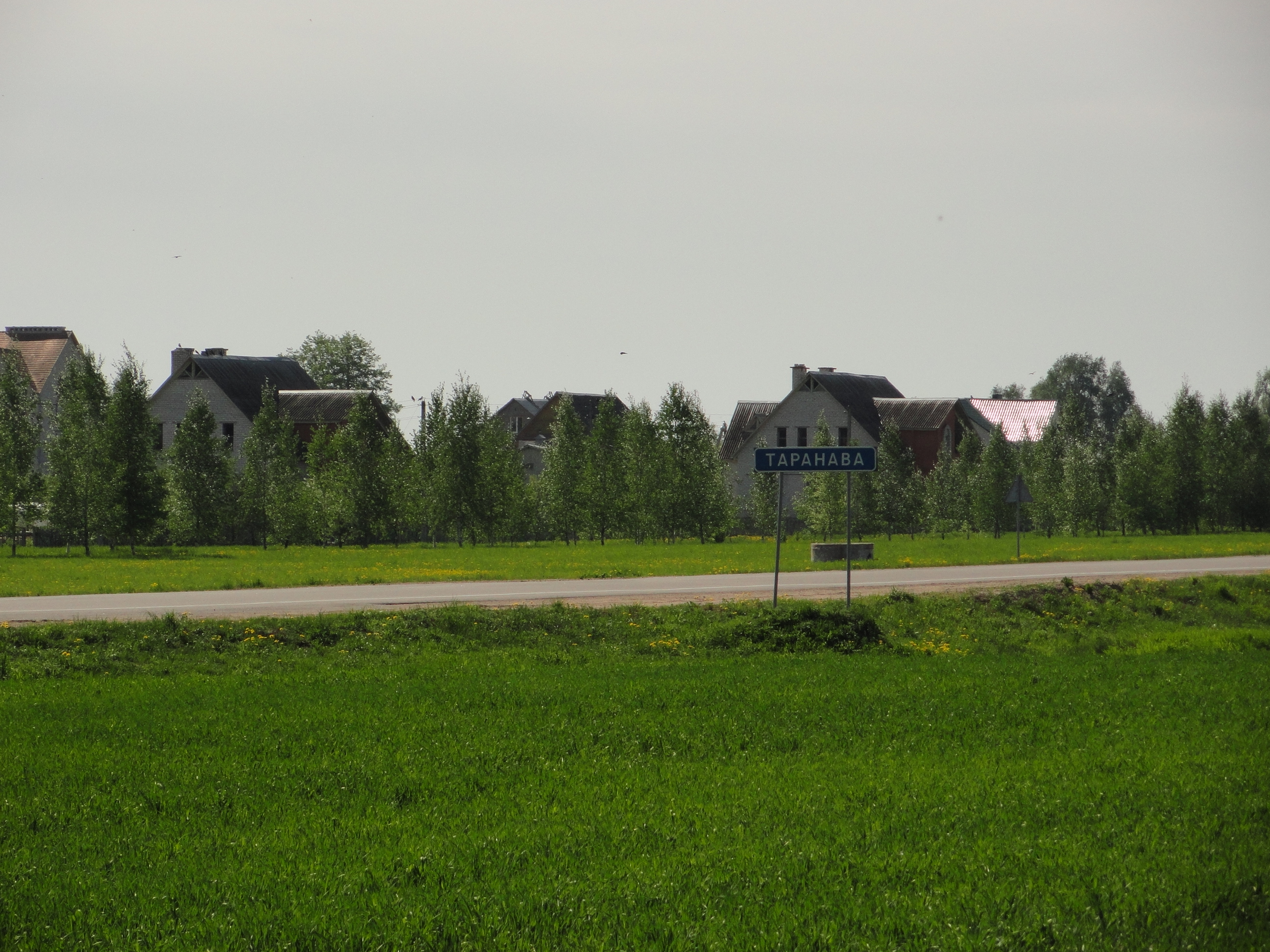
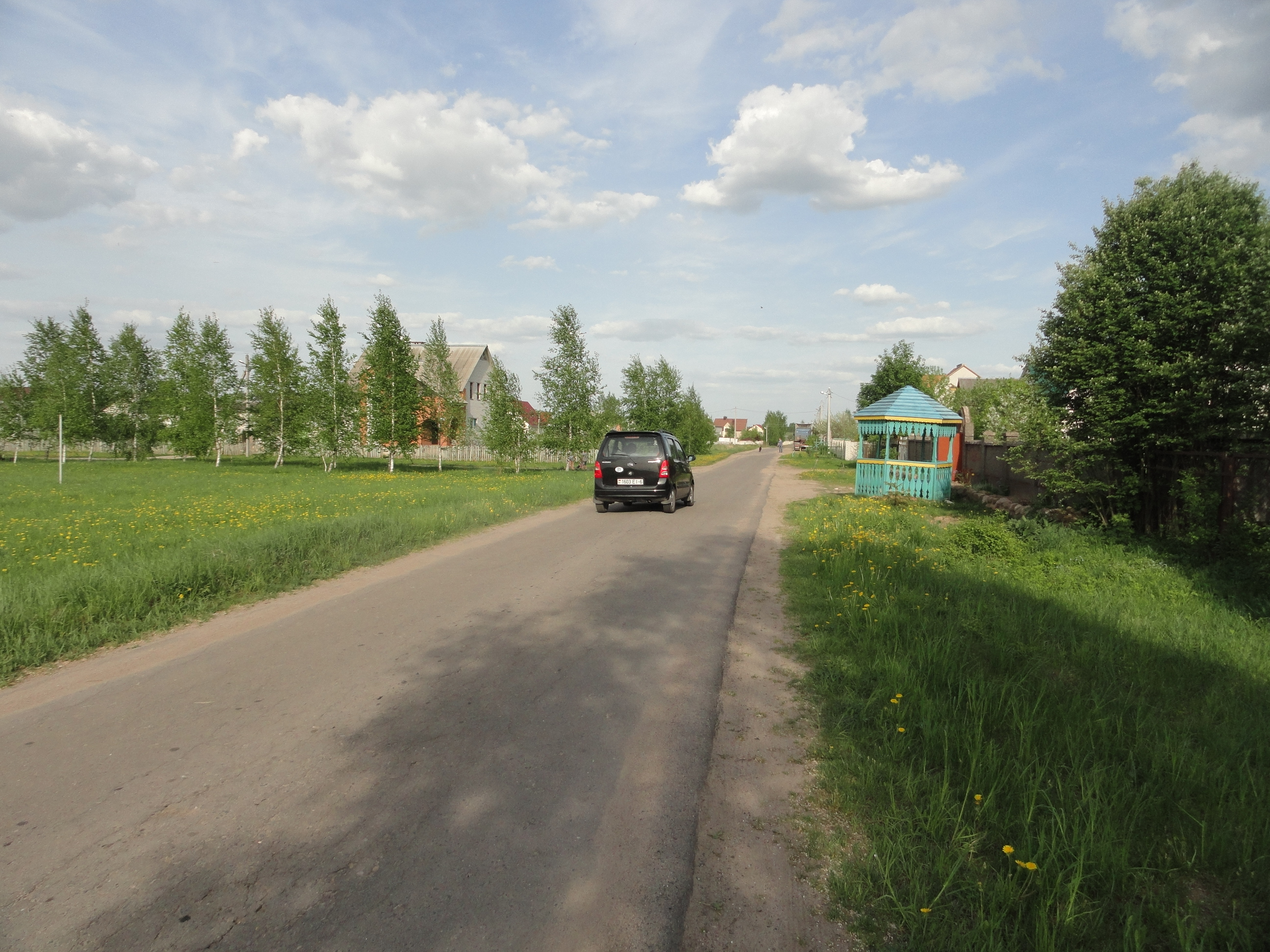
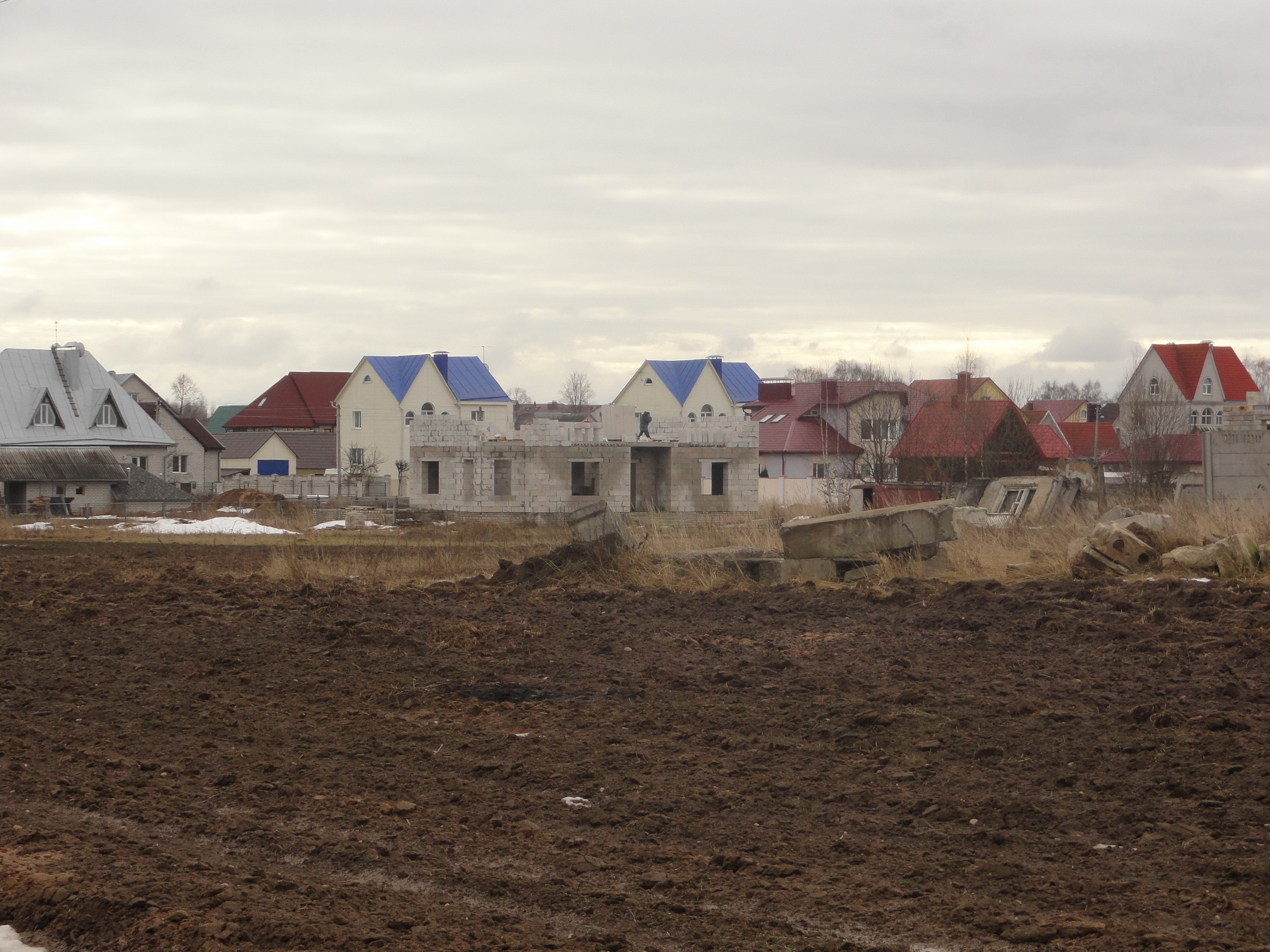
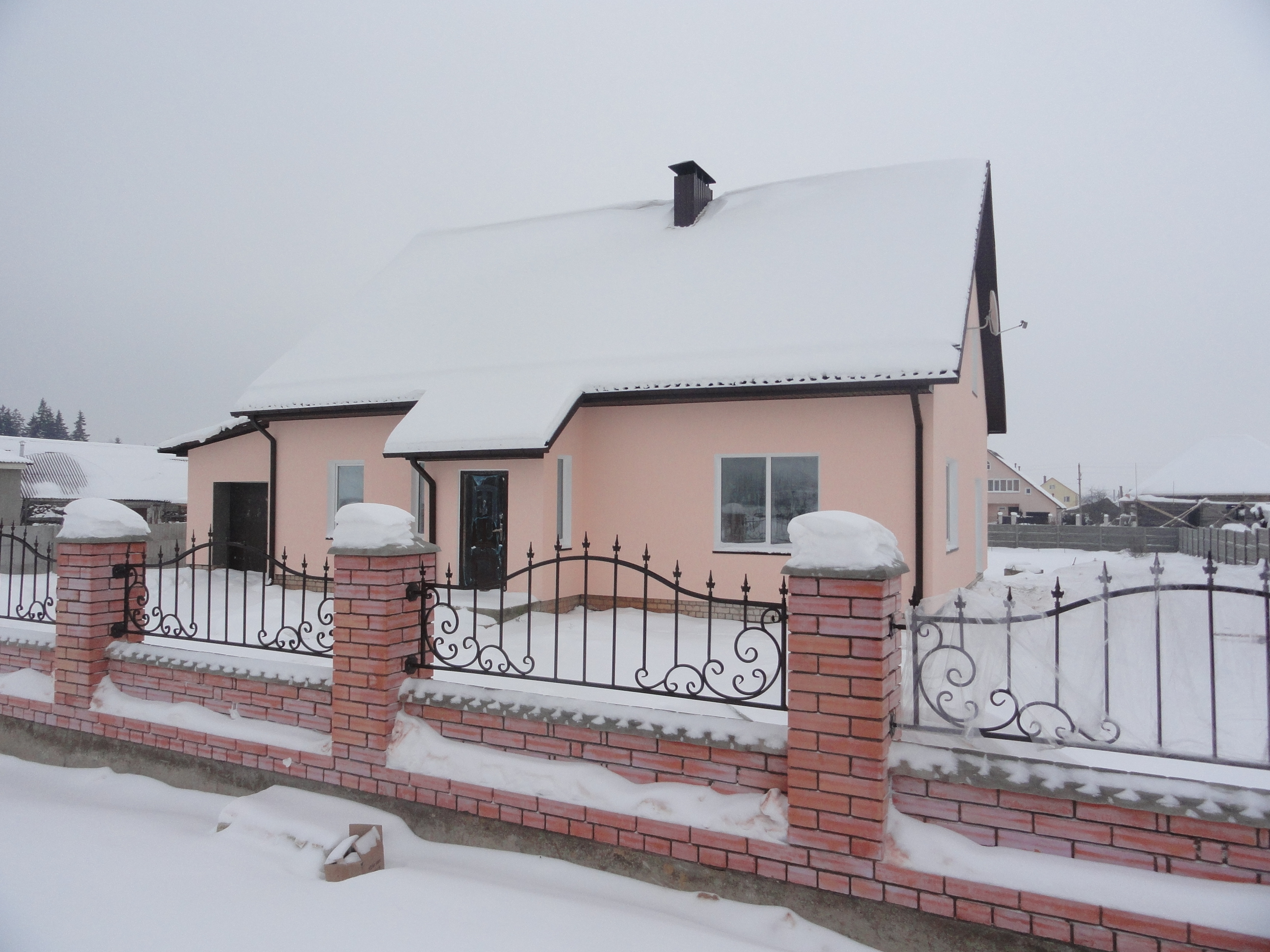
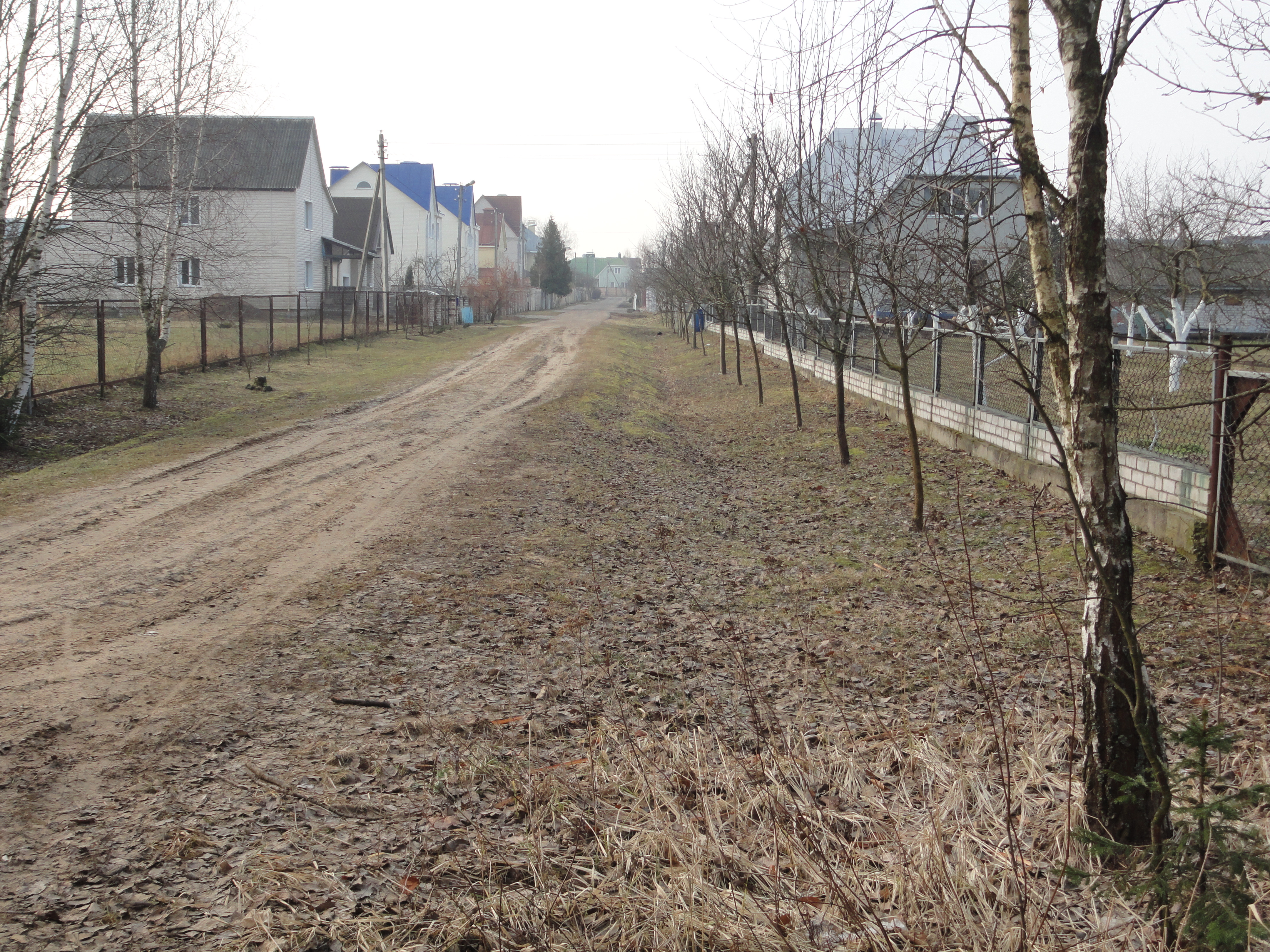

## Население
- 1999 год — 171 человек
- 2010 год — 276 человек